# 청동은입사향완 (보물 제288호)
청동은입사향완(靑銅 銀入絲 香垸)은 대한민국 경기도 의왕시에 있는 고려시대의 불교공예품이다. 1963년 1월 21일 대한민국의 보물 제288호로 지정되었다.

## 개요
향완이란 절에서 마음의 때를 씻어준다는 의미를 지닌 향을 피우는데 사용하는 기구로 향로라고도 한다.
청동 은입사 향완(靑銅銀入絲香垸)은 높이 28.8cm, 입지름 29.1cm로 몸체와 받침대 전체 면에 은실을 이용해 장식(은입사)을 하였다. 몸체 표면은 4곳에 2개의 선으로 원을 만들고 그 안에 범자를 1자씩 넣었고, 원주변에 꽃무늬를 새겼다. 몸 아래에는 연꽃을 둘렀고, 받침대 윗부분에 연꽃잎을 둘렀다. 받침대에 용을 새겼고 아래에는 덩굴무늬가 새겨 있다.
입 주변 넓은 테를 가진 전 안쪽면에는 90여자의 글이 음각되어, 만든 시기와 절에 관한 기록을 알 수 있다. 고려 충목왕 2년(1346)에 만들었고, 원래 금강산 용공사에 전해지던 것을 한국전쟁 때 남쪽으로 가져온 것이다.
이 향로는 은입사 향로중 가장 아름다우나 몸에 비해 받침대가 약한 감이 있어 불균형을 이루고 있다.

## 참고 자료
- 청동은입사향완 - 국가유산청 국가유산포털